# Cirié
Cirié (piemontesiska: Ciriè) är en ort och kommun i storstadsregionen Turin, innan 2015 provinsen Turin, i regionen Piemonte, Italien. Kommunen hade 18 639 invånare (2017).